# 쌍둥이자리 뮤
쌍둥이자리 뮤는 공식적으로 Tejat(테잣트), ( /ˈtiːdʒət/ )로 명명되었으며 쌍둥이자리 북쪽 별자리에 있는 항성이다. 히파르코스( Hipparcos ) 임무 중에 얻은 연주 시차 측정값에 따르면 태양으로부터 약 230 광년 (71 pc)  떨어져 있다. 황도 근처에 있는 별의 위치는 그것이 엄폐에 영향을 받는다는 것을 의미한다.

## 명명법
쌍둥이자리 뮤( Mu Geminorum으로 라틴어 화됨)는 별의 바이어 명명법이다. WDS J06230+2231은 워싱턴 쌍성 목록에 있는 쌍성 명칭이다. 이중 별의 구성 요소를 WDS로 지정 J06230+2231A 및 BC는 WMC(워싱턴 다중성 목록)에서 다중 항성계에 사용하고 국제 천문 연맹 (IAU)에서 채택한 규칙에서 파생되었다.
쌍둥이자리 뮤는 의미를 알 수 없는 오래된 남부 아랍어 tiḥyāt 에서 온 전통적인 이름인 Tejat (또는 더 정확하게는 Tejat Postterior )에서 유래됐다.
이름 Calx ( '발뒤꿈치'를 의미하는 라틴어 ), Pish Pai ( 페르시아어 پیش‌پای('앞다리'를 의미하는 'pīshpāy') 및 Nuhatai ( 아랍어 'Al Nuḥātai'에서 유래), 'Al Nuḥāt'의 이중 형태 낙타의 고비')가 뮤 쌍둥이자리에도 적용되었다.
중국어 로井宿( Jǐng Su )은 우물 (별자리) 을 의미한다. 따라서 무쌍자족 자체를 말한다. ( Jǐng Su yī , 영어: the First Star of Well  ).

## 속성

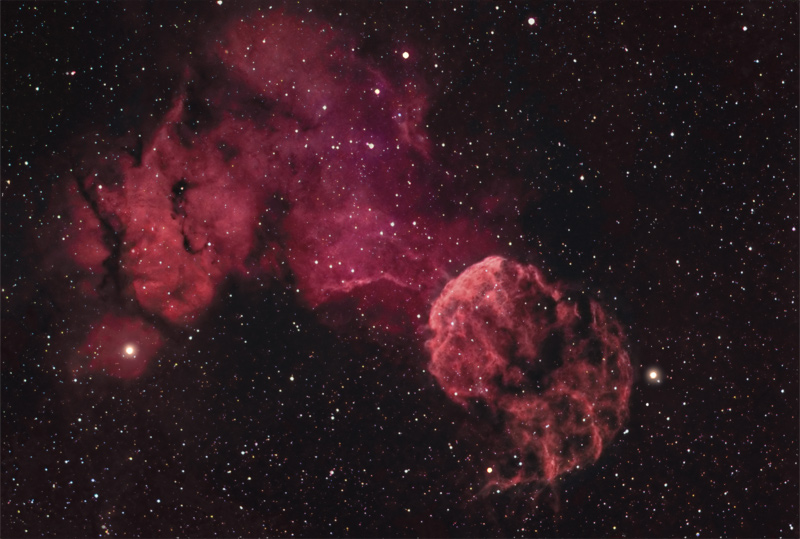
쌍둥이자리 뮤은 S249 성운으로 둘러싸인 왼쪽의 별이다. IC 443 초신성 잔해 근처의 오른쪽에 있는 밝은 별은 쌍둥이자리 에타이다.

쌍둥이자리 뮤는 평균 겉보기 등급 이 2.9로 쌍둥이자리에서 4번째로 밝다. 황도 에서 남쪽으로 0.8도 떨어져 있으므로 달과 드물게 행성에 의해 엄폐 될 수 있다.  지구에서 보면 가스와 먼지에 의해 소광되어 밝기가 0.07등급 감소한다.
LB 유형의 느린 불규칙 변광성이다. 그 밝기는 72일 동안 +2.75에서 +3.02 사이로 변하며 2,000일 동안 장기간 변동한다. M3의 항성 분류에 있는 적색 거성이다 III,  표면 온도가 3,773K이고  태양보다 밝지만 더 차갑다는 의미이다. 이 별은 현재 점근 거성 가지에 있으며 탄소와 산소의 불활성 핵을 둘러싼 동심원 껍질을 따라 수소와 헬륨의 핵융합을 통해 에너지를 생성하고 있다.